# Isochariesthes tricolor
Isochariesthes tricolor är en skalbaggsart som först beskrevs av Stefan von Breuning 1964.  Isochariesthes tricolor ingår i släktet Isochariesthes och familjen långhorningar. Inga underarter finns listade i Catalogue of Life.